# جيمس أندرسون (أستاذ جامعي)
جيمس أندرسون (بالإنجليزية: James Anderson)‏ هو مهندس طب حيوي ‏ وكيميائي أمريكي، ولد في 14 سبتمبر 1940 في يو كلير في الولايات المتحدة.